# Christian Chenu
Pour les articles homonymes, voir Chenu.
Christian Chenu, né le 1er décembre 1950 à Dijon, et mort dans la même ville le 25 septembre 2021,, est un footballeur français qui évoluait au poste de milieu de terrain. Il évolue en professionnel avec l'AS Nancy-Lorraine de 1972 à 1977 mais aussi pour l'AAJ Blois et l'ECAC Chaumont.

## Biographie
Après avoir joué à Dijon puis à Blois, il rejoint Nancy sur les conseils des dirigeants de Chaumont mais aussi grâce à l'excellente image de marque que véhicule le club lorrain. C'est un numéro six qui aime attaquer. Gabarit imposant, généreux et sobre, Christian Chenu possède une frappe redoutable et précise. 
En octobre 1973, à Bordeaux, il percute Jean Gallice et s'écroule sur la pelouse. Il est emporté sur une civière vers l'hôpital. Le diagnostic est terrible : fracture du tibia et du péroné. Il doit initialement être indisponible six mois mais ne rejoue pas avant trois ans à cause de multiples complications[réf. nécessaire]. À son retour, Christian Chenu éprouve des difficultés à retrouver son meilleur niveau.
Au niveau international, il a la chance de jouer en Équipe de France Espoir au début de sa carrière notamment lors du match France-URSS, le 25 mai 1972. Ce match qui fut par ailleurs le premier match (professionnel ou non) joué dans le Parc des Princes fraichement rénové.

## Statistiques
| Saison                | Club                  | Championnat           | Championnat | Championnat | Coupe(s) nationale(s) | Coupe(s) nationale(s) | Total | Total |
| Saison                | Club                  | Division              | M.          | B.          | M.                    | B.                    | M.    | B.    |
| 1970-1971             | AAJ Blois             | Division 2            | 13          | 1           | -                     | -                     | 13    | 1     |
| Sous-total            | Sous-total            | Sous-total            | 13          | 1           | -                     | -                     | 13    | 1     |
| 1971-1972             | ECAC Chaumont         | Division 2            | 30          | 1           | 3                     | 0                     | 33    | 1     |
| Sous-total            | Sous-total            | Sous-total            | 30          | 1           | 3                     | 0                     | 33    | 1     |
| 1972-1973             | AS Nancy-Lorraine     | Division 1            | 37          | 0           | 1                     | 0                     | 38    | 0     |
| 1973-1974             | AS Nancy-Lorraine     | Division 1            | 13          | 0           | -                     | -                     | 13    | 0     |
| 1974-1975             | AS Nancy-Lorraine     | Division 2            | -           | -           | -                     | -                     | 0     | 0     |
| 1975-1976             | AS Nancy-Lorraine     | Division 1            | -           | -           | -                     | -                     | 0     | 0     |
| 1976-1977             | AS Nancy-Lorraine     | Division 1            | 6           | 0           | 1                     | 0                     | 7     | 0     |
| Sous-total            | Sous-total            | Sous-total            | 56          | 0           | 2                     | 0                     | 58    | 0     |
| Total sur la carrière | Total sur la carrière | Total sur la carrière | 99          | 2           | 5                     | 0                     | 104   | 2     |